# Armando Diaz
«Армандо Діац» (італ. Armando Diaz) — військовий корабель, головний легкий крейсер типу «Луїджі Кадорна» Королівських ВМС Італії за часів Другої світової війни та післявоєнний час.
Названий на честь італійського маршала часів Першої світової війни Армандо Діаца.

## Історія створення
«Армандо Діац» був закладений 28 липня 1930 року на верфі «Cantiere navale del Muggiano» у Ла-Спеції. Спущений на воду 10 липня 1932 року, 28 квітня 1933 року увійшов до складу Королівських ВМС Італії.

## Історія служби

### Довоєнна служба
Після вступу у стрій крейсер ніс службу у Середземному морі. 1 серпня 1934 року він вирушив у плавання до берегів Австралії, відвідавши по дорозі порти Порт-Саїд, Аден, Коломбо, прибувши в Австралію 8 жовтня, де взяв участь в урочистостях з нагоди 100-річчя заснування провінції Вікторія. Здійснивши візити у Нову Зеландію, Сінгапур, Бомбей, у січні 1935 року крейсер повернувся до Італії.
Брав участь у підтримці франкістів під час громадянської війни в Іспанії, супроводжуючи транспорти зі зброєю та проводячи розвідку.
У квітні 1938 року брав участь у маневрах флоту, на яких були присутні Беніто Муссоліні та Адольф Гітлер.

### Друга світова війна
Після вступу Італії у Друг світову війну 9 червня 1940 року крейсер був включений до складу 4-ї бригади крейсерів 1-ї ескадри. Він брав участь в бою біля Калабрії.
Восени 1940 року, коли Італія вторгнулась у Грецію, 4-та бригада крейсерів у складі «Армандо Діац», «Альберто да Джуссано» та «Банде Нере» була переведена в албанські води для прикриття планованої десантної операції із захоплення Корфу. Але згодом операція була скасована, і крейсери повернулись до Італії.
У грудні корабель був перебазований у Бриндізі, звідки здійснив 3 патрульні походи в албанські води.
24 травня «Армандо Діац» та «Банде Нере» з двома есмінцями прикривали 3 конвої у Північну Африку. О 3:43 25 лютого поблизу Керкенни в крейсер влучили 2 торпеди, випущені британським підводним човном «Апрайт».  Внаслідок вибуху здетонували погреби боєзапасу носових гарматних башт, і через 6 хвилин корабель затонув. Загинули 464 людини (члени екіпажу, а також представники ВПС та армії). 144 людини були врятовані есмінцями супроводу.
У 1956 році рештки корабля були знайдені у точні з координатами (34°33′ пн. ш. 11°45′ сх. д. / 34.550° пн. ш. 11.750° сх. д.) на глибині 45-50 метрів.